# Grön daggmask
Grön daggmask (Allolobophora chlorotica) är en ringmaskart som först beskrevs av Savigny 1826.  Grön daggmask ingår i släktet Allolobophora och familjen daggmaskar. Arten är reproducerande i Sverige. Inga underarter finns listade i Catalogue of Life.

## Bildgalleri

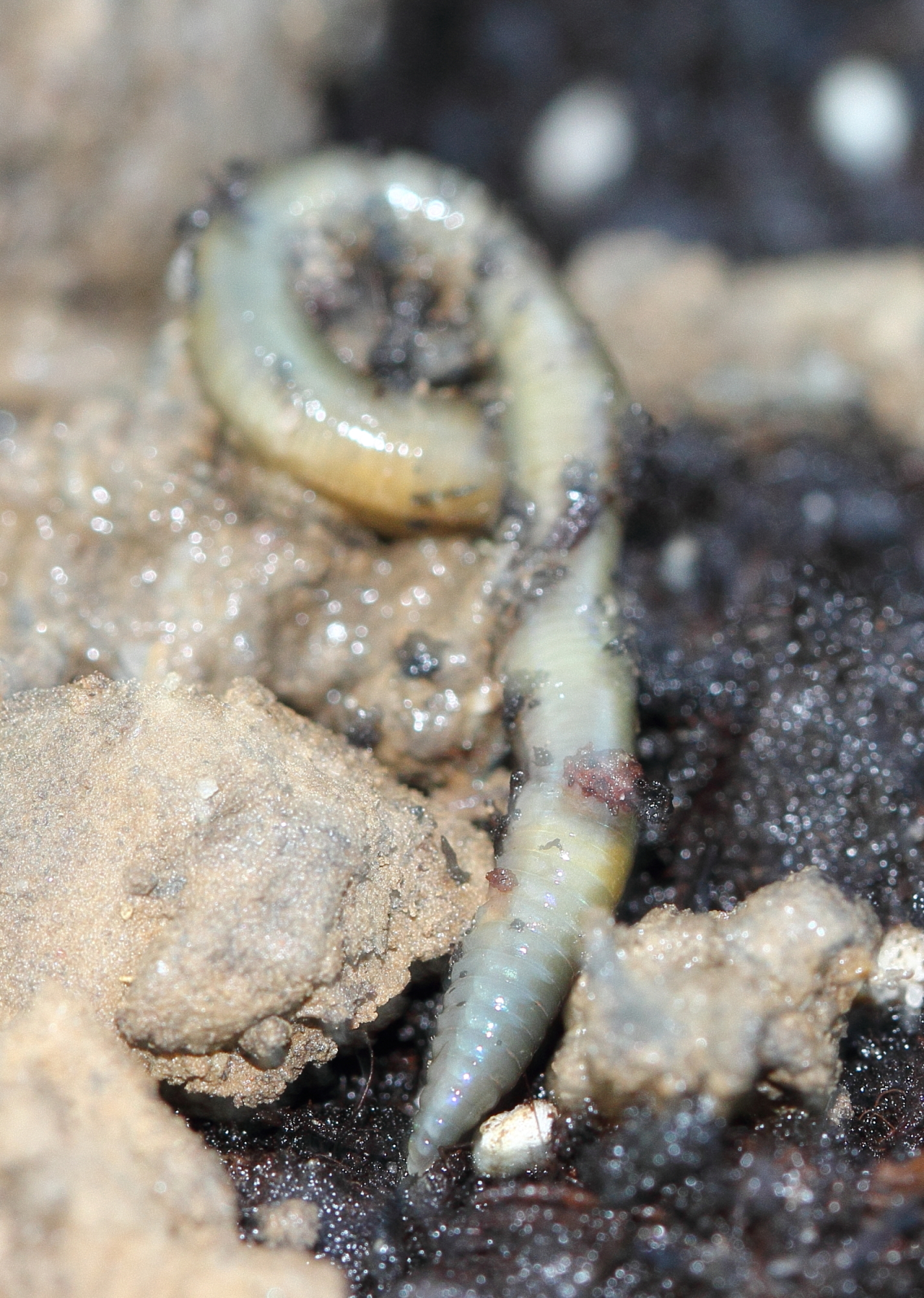
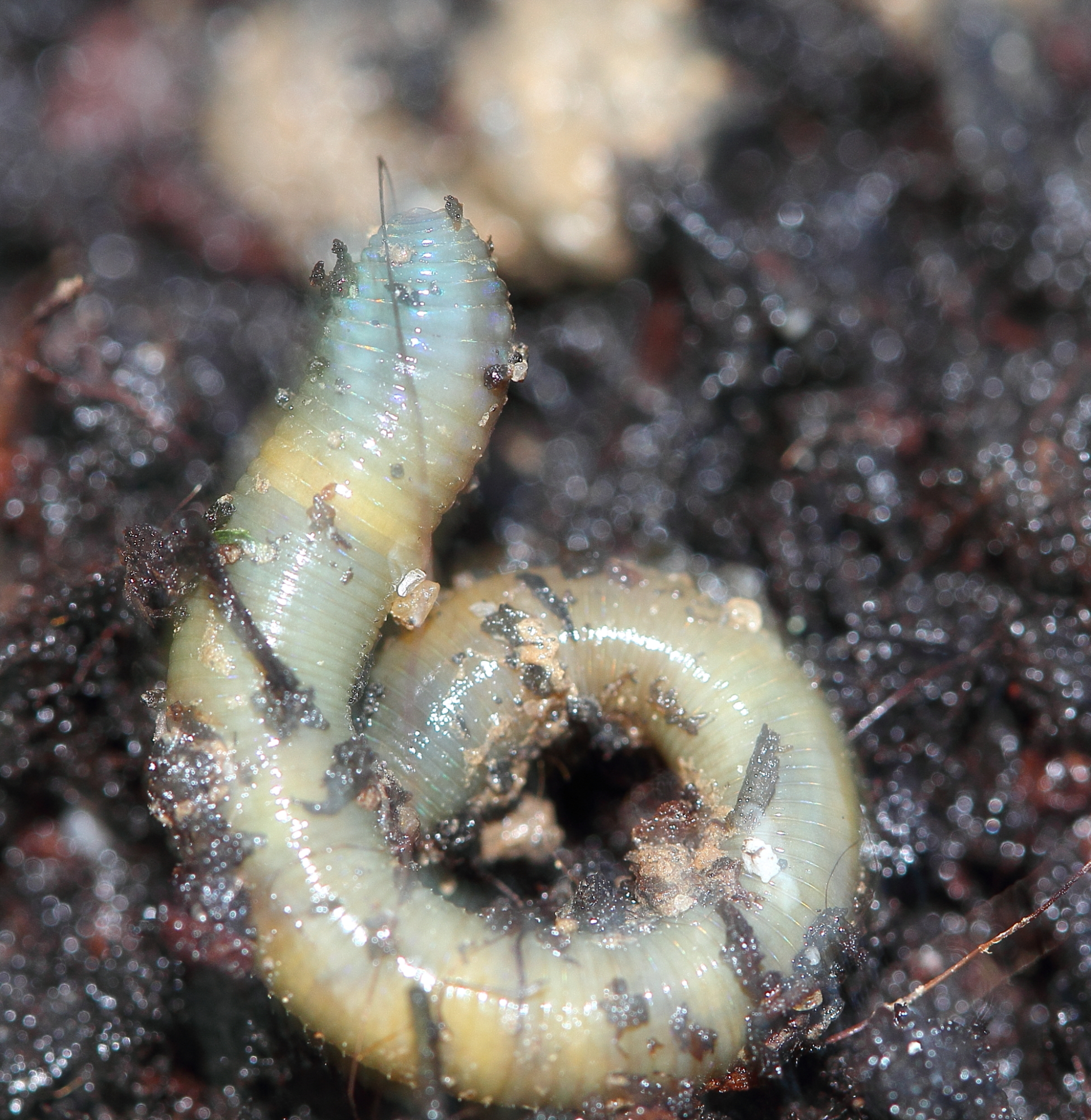
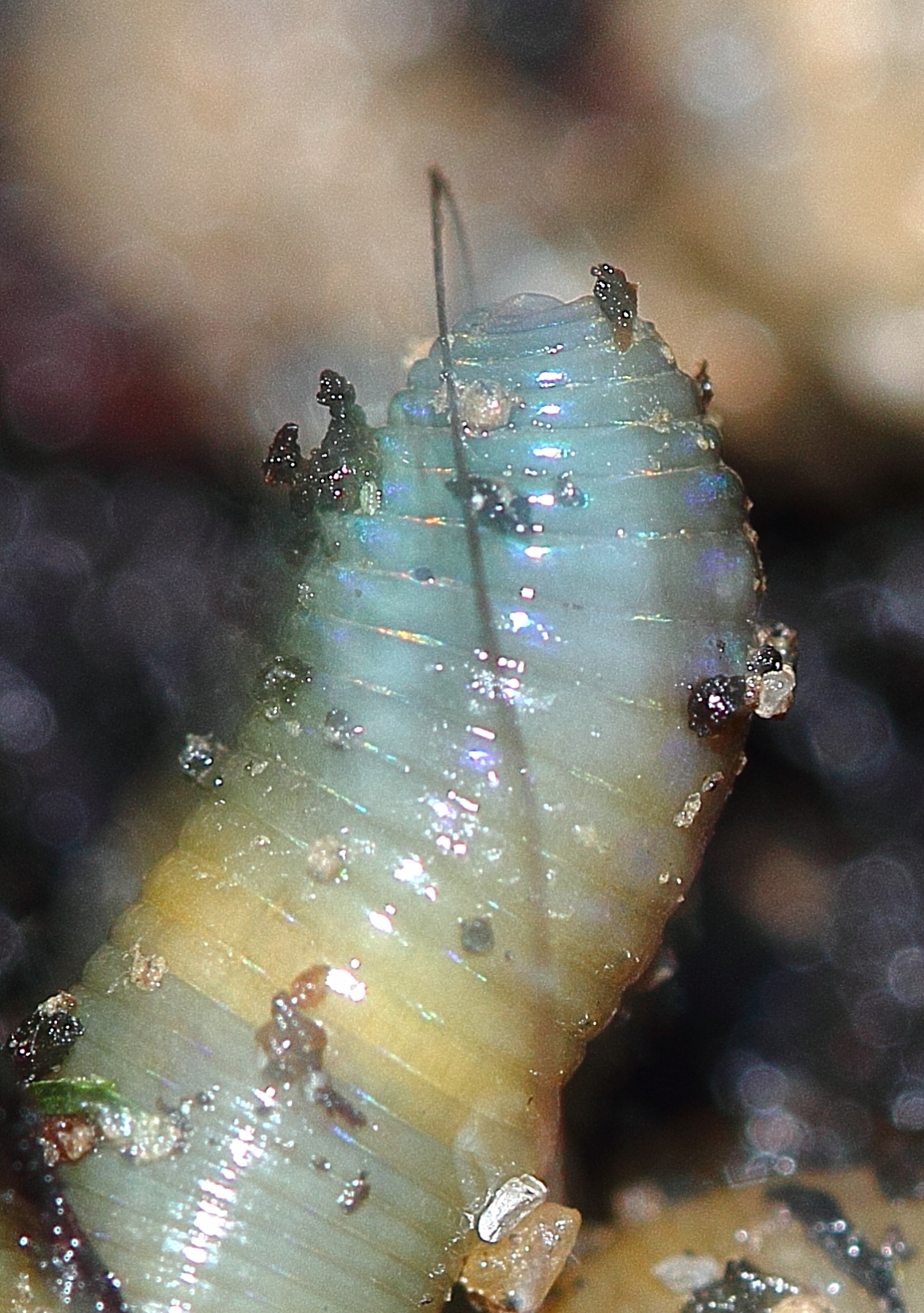